# رون بارتلت
رون بارتليت (Ron Bartlett) هو منتج صوتي رُشح لجائزة الأوسكار الخامسة والثمانين عن فيلم حياة باي. تم ترشيحه في فئة أفضل صوت، وشاطره كل من دوغ هيمفيل ودرو كونين هذا الترشيح.
وقد كان رون منتجاً للصوتيان في 150 فيلما منذ عام 1985.

## وصلات خارجية
- رون بارتلت على موقع IMDb (الإنجليزية)
- رون بارتلت على موقع قاعدة بيانات الفيلم (الإنجليزية)